# Noddy Holder
Neville John "Noddy" Holder MBE (né le 15 juin 1946) est un musicien, auteur-compositeur et acteur britannique.

## Biographie
Noddy Holder est le chanteur et guitariste rythmique du groupe de rock britannique Slade. Connu pour sa voix unique et puissante, Holder a co-écrit la plupart des morceaux de Slade avec le bassiste Jim Lea, notamment Mama Weer All Crazee Now, Cum On Feel the Noize et Merry Xmas Everybody. Après avoir quitté Slade en 1992, il se diversifie à la télévision et à la radio, notamment dans la série comique dramatique d'ITV The Grimleys (1999-2001).